# Pony Express

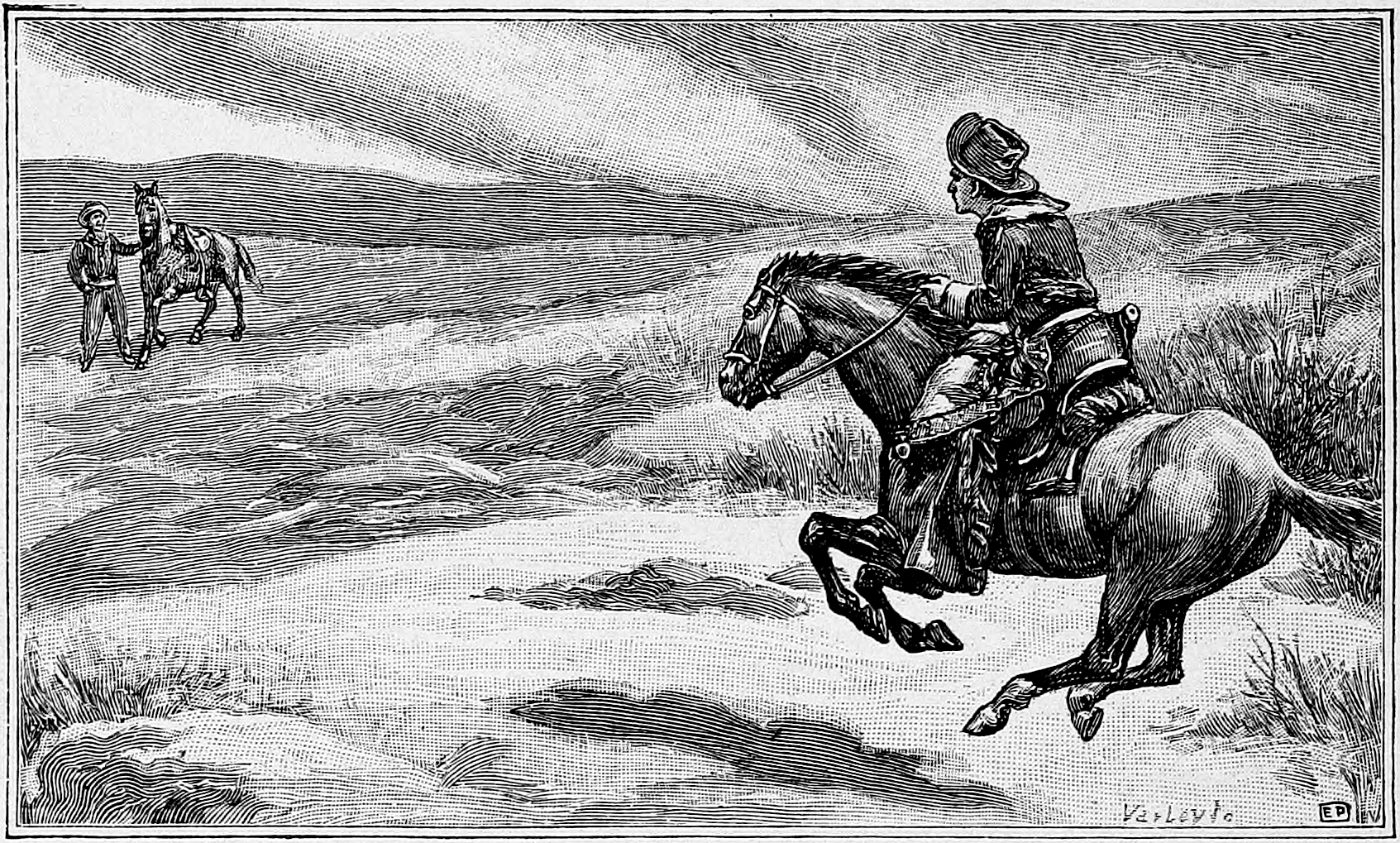
Illustratie van de Pony Express. Net voordat de post wordt overgedragen aan een nieuwe ruiter.

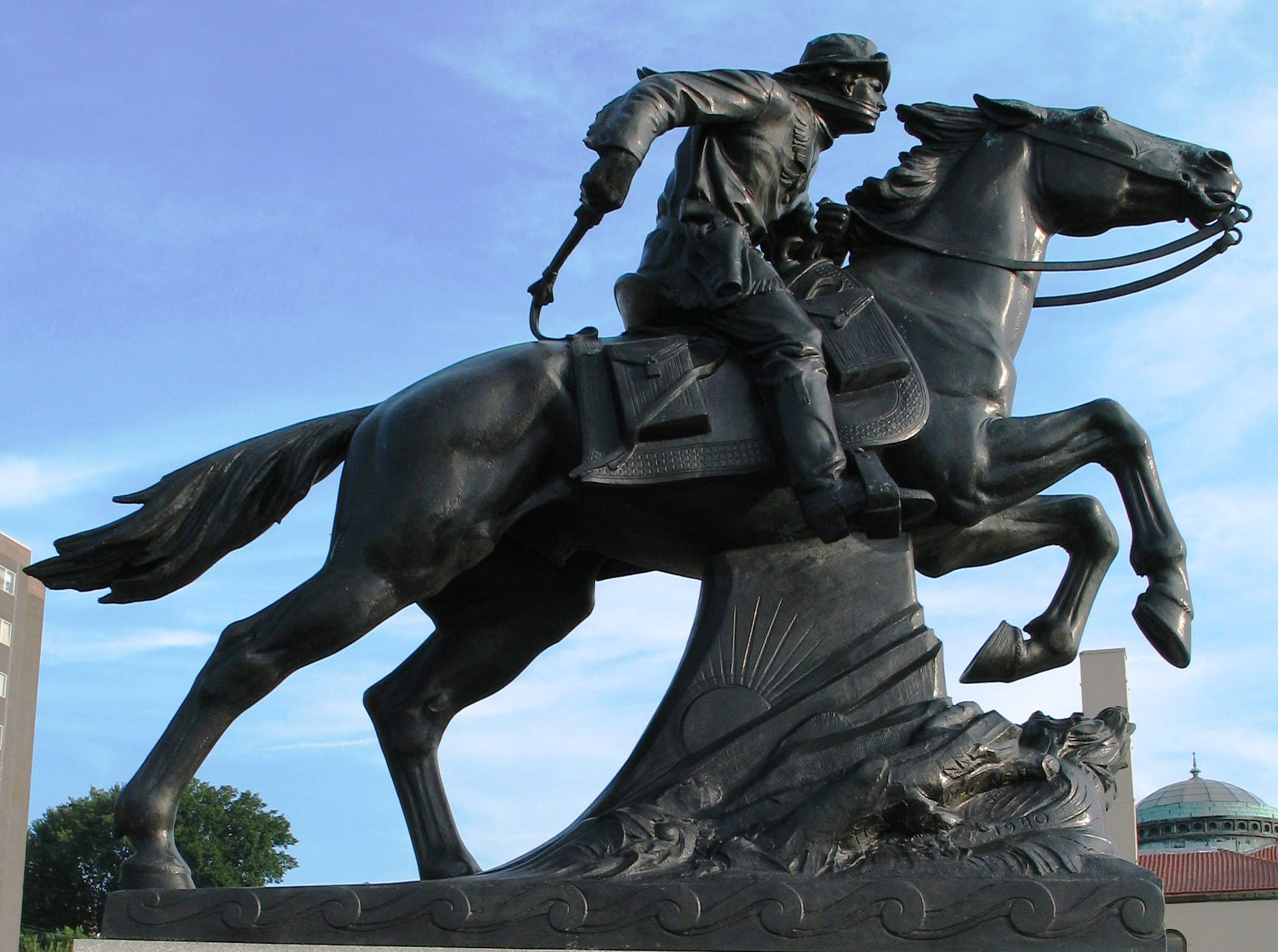
Monument ter nagedachtenis aan de Pony Express bij het beginpunt in Missouri.

De Pony Express was een koeriersdienst van ruiters die post en kleine goederen vervoerden van Missouri tot Californië. Deze staten waren nog niet per telegraafdienst verbonden en doordat de ruiters van de Pony Express elkaar in estafettevorm afwisselden was het mogelijk om een bericht tussen de Atlantische en de Grote Oceaan te versturen in ongeveer tien dagen. De dienst bestond slechts van 1860 tot 1861 en bleek in die tijd van groot belang. De Pony Express is dan ook legendarisch en onderwerp van een aantal verhalen en films over het Wilde Westen. In 1861 werd de dienst overbodig door de komst van de transcontinentale telegraafdienst.

## Aanleiding
In 1848 kwam de Californische goldrush op gang wat ervoor zorgde dat de staat Californië versneld toetrad tot de Verenigde Staten, in 1850. De bevolking groeide snel en zodoende ontstond de behoefte tot snelle communicatie tussen deze nieuwe staat en de rest van de Verenigde Staten. Daarnaast speelde de dreiging van de aankomende Amerikaanse Burgeroorlog. Grote delen van de VS stonden reeds via de telegraafdienst met elkaar in verbinding maar de lijnen kwamen niet verder dan St. Joseph in het westen van Missouri.
De Pony Express begon eigenlijk als een publiciteitsstunt met als doel een regeringscontract in de wacht te slepen voor postvervoer en werd opgezet door de Central Overland California and Pikes Peak Express Company een bedrijf dat al post per postkoets vervoerde over verschillende routes. Het beoogde contract voor postvervoer wisten ze overigens niet te verkrijgen.
Het idee was dat als een telegram vanuit New York of Washington D.C. verstuurd zou worden naar het westelijkste telegraafstation en het bericht van daaruit met snelle koeriers te paard naar Californië gestuurd zou worden dit in tien dagen afgeleverd kon worden, mits de ruiters elkaar in estafettevorm zouden afwisselen.

## Route

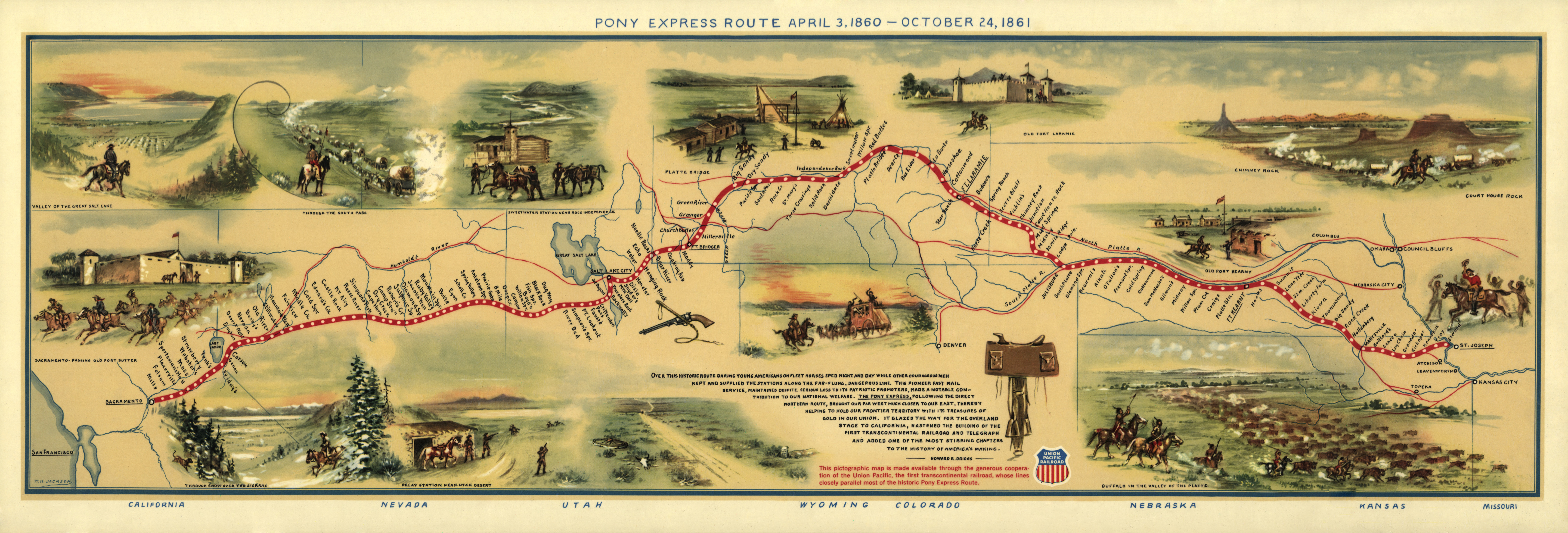
Geïllustreerde weergave van de route van de Pony Express, van St. Joseph in het westen van Missouri naar Sacramento, de hoofdstad van Californië.

De route voer over vlakten, woestijnen en bergpassen. Deze begon in St. Joseph, Missouri en na het oversteken van de rivier de Missouri volgde deze een deel van het Oregon Trail en het California Trail tot aan Fort Bridger in het zuidwesten van Wyoming. Hierna werd het Mormon Trail gevolgd naar Salt Lake City. Hierna de Central Overland Route tot aan Carson City waarna de Sierra Nevada werd overgestoken naar Sacramento, de hoofdstad van Californië waar de Pony Express Terminal nog steeds te bezichtigen is. Na aflevering werd de post verder per boot over de rivier de Sacramento vervoerd naar San Francisco. Wanneer de boot gemist werd, reden de ruiters weleens door naar Oakland.
Om deze route van circa 3.100 km zo snel mogelijk af te kunnen leggen werden langs de route 184 wisselpunten opgezet, elk op een afstand van elkaar gepositioneerd dat een paard deze constant in galop kon overbruggen. Variërend van 8 tot 40 km van elkaar, afhankelijk van het terrein. Op elk wisselpunt nam de ruiter een nieuw paard en reed naar het volgende station. Na zo'n 120 km werd ook de ruiter afgewisseld.

## Werkwijze

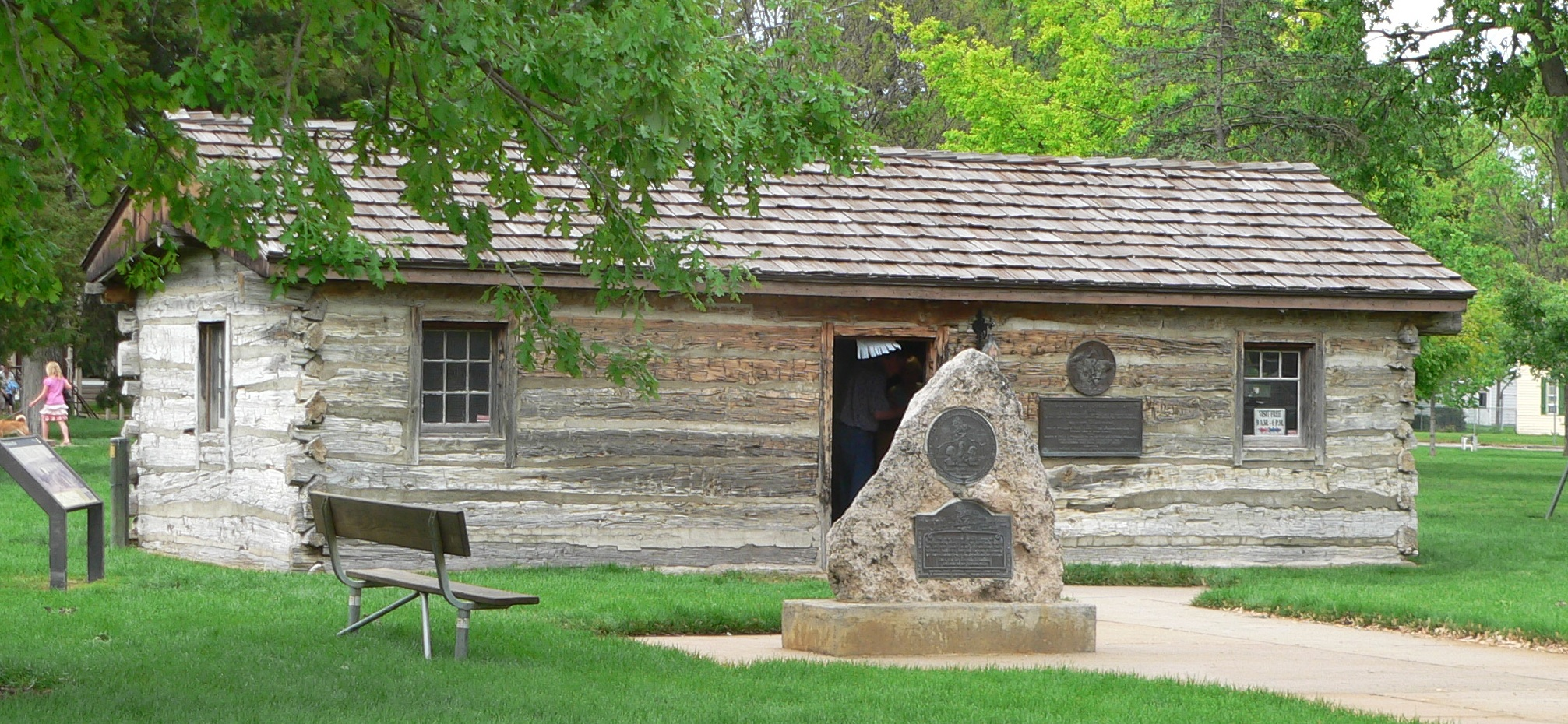
Een wisselstation in Gothenburg (Nebraska).

De posttas (mochila) was speciaal voor de Pony Express ontworpen. Hij moest geschikt zijn om snel naar een ander paard te worden overgebracht. Hij werd over het zadel gegooid en op de plaats gehouden door er op te gaan zitten. Elke hoek had een zak (cantina) waarin de bundels post werden gestopt. De mochila kon ongeveer tien kilo post bevatten. Verder had de ruiter proviand en een revolver bij zich.
Bij de nadering van een wisselstation blies de ruiter op een hoorn om zijn komst aan te kondigen, maar ongetwijfeld werd de hoorn slechts enkele minuten voor zijn komst gehoord, zodat de bemanning van het wisselstation er al eerder voor moest zorgen dat er een vers paard gezadeld klaar stond. De ruiter nam bij het wisselstation de mochila met zich mee. Naar verluidt werd er dag en nacht doorgereden, maar dat was waarschijnlijk alleen bij volle maan mogelijk. Ook is er twijfel of de route 's winters altijd volledig gereden werd.

## In gebruik

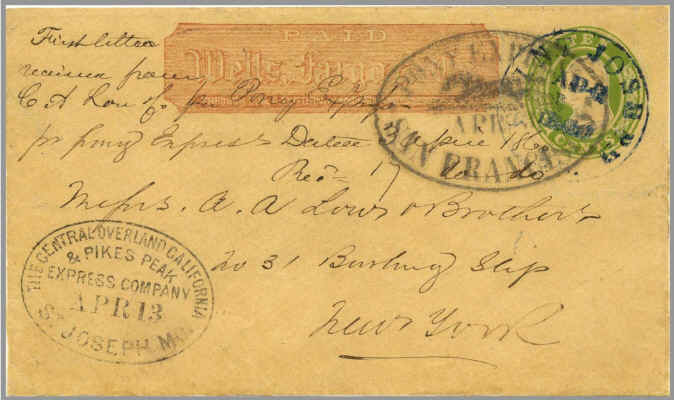
Een brief die met de eerste rit van west naar oost ging

De Pony Express werd in gebruik genomen op 3 april 1860 en op die dag ging er zowel vanuit Sacramento als vanuit St. Joseph een ruiter op pad. De post werd in beide gevallen op 14 april afgeleverd. Tijdens de Amerikaanse presidentsverkiezingen 1860 werd in extra ruiters geïnvesteerd om de route nog sneller af te kunnen leggen en toen Abraham Lincoln als winnaar werd aangewezen stond dit nieuws al binnen acht dagen in Californië in de krant. De route was toen overigens al iets korter geworden doordat de telegraaflijnen verder doorgetrokken waren en de route nu van Kearney in Nebraska tot aan Carson City in Nevada liep waar het bericht verder per telegraaf ging.
Toen in mei 1860 een oorlog uitbrak met de Paiute-indianen, werd de dienst korte tijd stilgelegd en tijdens de Amerikaanse Burgeroorlog werd de route sterk ingekort. Toen in oktober 1861 de oost- en westkust van de Verenigde Staten met elkaar verbonden werden door de eerste transcontinentale telegraafdienst (de First transcontinental telegraph), werd de dienst opgeheven. De dienst had slechts 16 maanden bestaan en bleek ondanks subsidie een financiële ramp. Toch was de Pony Express als communicatiemiddel van zeer groot belang geweest. Het was tot de komst van de telegraaf de snelste vorm om berichten uit te wisselen en de snelste vorm van transport voor de komst van de spoorwegen, negen jaar later. In feite was het zelfs het bewijs voor de haalbaarheid van een transcontinentale weg en dat zo'n weg het hele jaar kon worden open gehouden wat tot die tijd voor onmogelijk werd gehouden.

## Ruiters

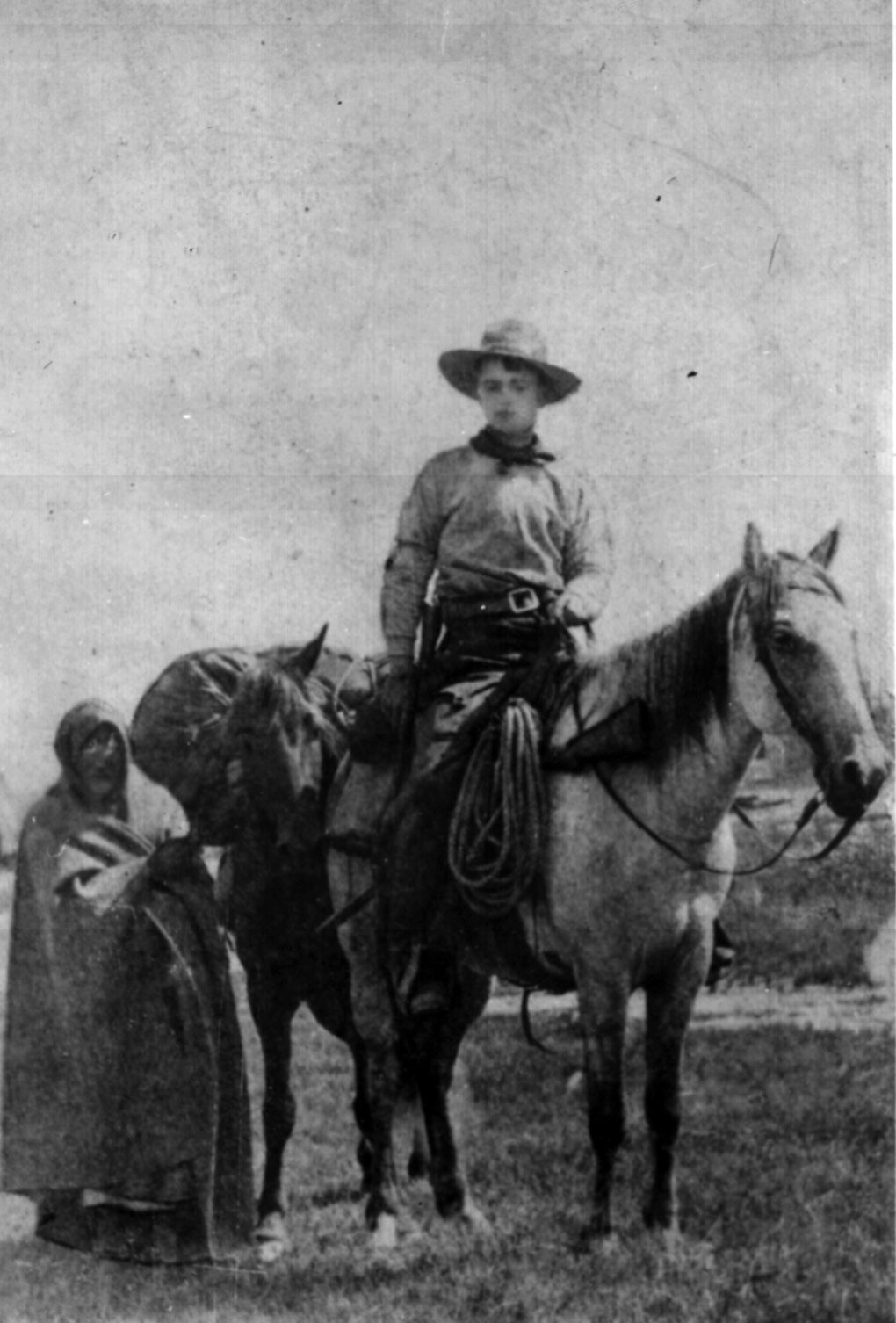
Frank E. Webner, Pony Expressruiter, ca. 1861

De ruiters moesten onverschrokken, jonge (minder dan 18 jaar) mannen zijn, want er waren veel gevaren onderweg. Er wordt beweerd dat er een advertentie was waarin ruiters werden geworven en waarin stond dat weeskinderen de voorkeur hadden, maar volgens de historicus Joseph Nardone is dat een verzinsel uit de 20e eeuw. De ruiters moesten natuurlijk uitstekend kunnen paardrijden. Verder mochten ze niet meer dan 50 kg wegen, zodat er meer post vervoerd kon worden.
De bekendste ruiter van de Pony Express was waarschijnlijk William Cody, beter bekend als Buffalo Bill. Hij was slechts 14 of 15 jaar.

## Nalatenschap
De route van de Pony Express is sinds 1992 te wandelen via het Pony Express National Historic Trail. In het Pony Express National Museum worden herinneringen aan de postdienst bewaard, zoals een originele postzak. Eenmaal per jaar organiseert de National Pony Express Association een rit langs de originele route, waarin zelfs post wordt meegenomen. Zes wisselstations zijn bewaard gebleven en kunnen worden bezocht, waaronder het eindstation in Sacramento.
Verschillende westerns gaan over de Pony Express en deze speelt ook een rol in de televisieseries Bonanza en Into the West.
De Pony Express is ook opgenomen in de stripreeks Lucky Luke.